# This Year's Model
This Year's Model er et album fra 1978 af den britiske sanger Elvis Costello. Det var hans andet album, og det første med gruppen The Attractions. 
Albummet er et af de få, der har fået ratingen 10.0 af pitchfork.

## Nummerliste (original LP)
Alle sange er skrevet af Elvis Costello, når andet ikke er opgivet.

### Side 1
1. "No Action" – 1:58
2. "This Year's Girl" – 3:17
3. "The Beat" – 3:45
4. "Pump It Up" – 3:14
5. "Little Triggers" – 2:40
6. "You Belong to Me" – 2:22

### Side 2
1. "Hand in Hand" – 2:33
2. "(I Don't Want to Go to) Chelsea" – 3:07
3. "Lip Service" – 2:36
4. "Living in Paradise" – 3:52
5. "Lipstick Vogue" – 3:29
6. "Night Rally" – 2:41

### Bonusspor på dobbelt-CD (2002)
1. "Big Tears" – 3:12
2. "Crawling to the USA" – 2:55
3. "Running Out of Angels" (demoversion) – 2:05
4. "Greenshirt" (demoversion) – 2:22
5. "Big Boys" (demoversion) – 3:00
6. "You Belong to Me" (alternativ version) – 1:55
7. "Radio Radio" (alternativ version) – 3:01
8. "Neat Neat Neat" (Brian James) (live) – 3:16
9. "Roadette Song" (Ian Dury, Russell Hardy) (live) – 5:40
10. "This Year's Girl" (alternativ version) – 2:09
11. "(I Don't Want to Go to) Chelsea" (alternativ version) – 3:00
12. "Stranger in the House" (alternativ version) – 4:15

## Besætning
- Elvis Costello – guitar, vokal
- Steve Nieve – piano, orgel
- Bruce Thomas – bas
- Pete Thomas – trommer